# Сюктерка
Сюкте́рка (рос. Сюктерка, чув. Çĕктер) — селище у складі Чебоксарського району Чувашії, Росія. Входить до складу Вурман-Сюктерського сільського поселення.
Населення — 743 особи (2010; 752 у 2002).
Національний склад:
- чуваші — 63 %
- росіяни — 29 %